# USS Turner (DD-648)
Lo USS Turner (hull classification symbol DD-648) fu un cacciatorpediniere della United States Navy, entrato in servizio nell'aprile 1943 come parte della classe Gleaves.
Attivo durante la seconda guerra mondiale, il cacciatorpediniere fu impegnato come unità di scorta ai convogli di mercantili nell'ambito della battaglia dell'Atlantico. La nave ebbe solo una breve carriera operativa: il 3 gennaio 1944, mentre era ancorato vicino al Faro di Ambrose all'imboccatura del porto di New York, il Turner fu scosso da una serie di esplosioni interne di origine sconosciuta, affondando in poche ore con gravi perdite umane tra il suo equipaggio.

## Storia

### Entrata in servizio e prime operazioni

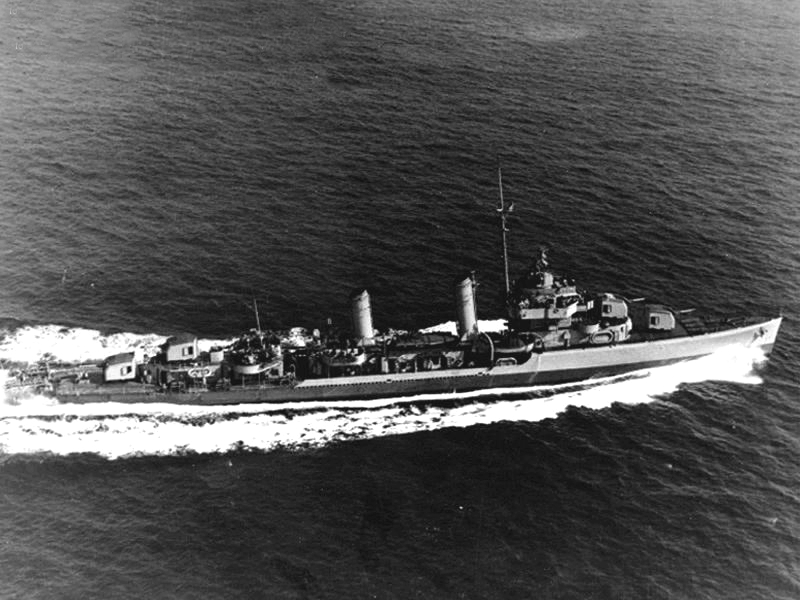
Il Turner in navigazione nel settembre 1943

Impostata il 15 novembre 1942 nei cantieri del Federal Shipbuilding and Drydock Company di Kearny in New Jersey, la nave venne varata il 28 febbraio 1943 con il nome di Turner in onore di Daniel Turner, ufficiale della US Navy distintosi nella guerra anglo-americana. La nave entrò quindi ufficialmente in servizio il 15 aprile 1943, e dopo aver completato la messa a punto presso il New York Navy Yard intraprese manovre di addestramento presso Casco Bay nel Maine fino all'inizio di giugno. Assegnato in forza all'Atlantic Fleet, il cacciatorpediniere fu destinato alla scorta dei convogli di mercantili attraverso l'oceano Atlantico; la prima missione prese il via il 22 giugno, quando il Turner lasciò Norfolk di scorta a un convoglio transatlantico, arrivando a Casablanca il 18 luglio dopo un viaggio senza eventi degni di nota.
Rientrato a New York il 9 agosto con un convoglio diretto in senso opposto, più tardi quello steso mese scortò un altro gruppo di mercantili a Guantánamo e, nel viaggio di ritorno, accompagnò la portaerei britannica HMS Victorious diretta a Norfolk. Una seconda traversata atlantica da parte del cacciatorpediniere si svolse tra il 24 settembre e il 12 ottobre, quando il Turner scortò un convoglio da Norfolk a Casablanca; nel corso della traversata, l'unità condusse un attacco con bombe di profondità su un contatto sonar.
Da Casablanca il Turner raggiunse Gibilterra il 17 ottobre per unirsi alla scorta del convoglio GUS-18 diretto negli Stati Uniti. La notte del 23 ottobre il cacciatorpediniere stabilì un contatto radar con un sommergibile tedesco in navigazione in superficie davanti al convoglio, passando subito all'attacco con i cannoni; dopo che l'U-Boot si fu immerso il Turner lo attaccò con bombe di profondità, ma lo shock delle esplosioni mise fuori uso gli apparati di scoperta dell'unità. Le vedette del cacciatorpediniere affermarono di aver visto il relitto del sommergibile emergere brevemente e poi sprofondare in acqua, ma non fu ottenuta nessuna conferma ufficiale di un affondamento da parte del Turner; il battello attaccato risulterebbe essere il tedesco U-190, che in effetti scampò all'attacco senza riportare danni.

### L'affondamento
Arrivato a Norfolk con il convoglio il 6 novembre, il Turner si trasferì poi a Casco Bay per un periodo di esercitazioni. Una terza traversata dell'Atlantico per il cacciatorpediniere prese il via da Norfolk il 23 novembre, e una volta a destinazione il Turner compì il tragitto opposto scortando un convoglio in rientro negli Stati Uniti. Il 1º gennaio 1944 il cacciatorpediniere arrivò con parte del convoglio al porto di New York; in attesa di fare ingresso al New York Navy Yard per un ciclo di lavori di manutenzione, la sera del 2 gennaio il Turner gettò l'ancora presso il Faro di Ambrose vicino Sandy Hook. Nelle prime ore del 3 gennaio il cacciatorpediniere iniziò a essere scosso da una serie di esplosioni interne la cui origine non fu mai accertata del tutto, cadendo ben presto vittima di un violento incendio; intorno alle 06:50 il Turner aveva già iniziato ad accusare uno sbandamento di 15° sul lato di dritta, e un'ora più tardi una singola, violenta esplosione nel suo deposito delle munizioni provocò infine il capovolgersi della nave. La prua del cacciatorpediniere rimase a galla ancora per una mezz'ora, prima di sprofondare intorno alle 08:27; tra l'equipaggio si contarono 138 o 165 morti, tra cui il comandante dell'unità Henry Sollett Wygant.
I cacciatorpediniere USS Inch e USS Swasey e varie unità minori della United States Coast Guard accorsero subito sul luogo del disastro per recuperare i superstiti, molti dei quali gravemente feriti, per trasferirli a Sandy Hook. In uno dei primissimi esempi di impiego operativo di un elicottero, un apparecchio Sikorsky HNS-1 pilotato dal capitano di corvetta della US Coast Guard Frank A. Erickson trasportò due casse di plasma per trasfusioni da New York a Sandy Hook, salvando la vita a molti dei feriti del Turner.